# Andrija Torkvat Brlić
Andrija Torkvat Brlić (Slavonski Brod, 15. svibnja 1826. – Slavonski Brod, 21. svibnja 1868.) bio je hrvatski političar i publicist.
Sudjelovao je na Sveslavenskom kongresu u Pragu 1848., a te i iduće godine bio je izaslanik bana Jelačića u Parizu. Do Oktroiranog ustava zastupao je ideju austro-slavističkog preuređenja monarhije. Tijekom 1850. i 1851. bio je tajnik Matice ilirske, a od 1853. do 1857. studira pravo u Beču i potom se zapošljava kao odvjetnik u rodnom Brodu. Nakon 1861. zastupa Vojnu krajinu u Hrvatskom saboru, a kasnije biva tajnikom Društva za jugoslavensku povjesnicu i starine u Zagrebu. Bio je bliski prijatelj Matije Mesića i putopisca Tome Skalice, a kuće triju obitelji bile su smještene veoma blizu jedna drugoj. Također je osobno poznavao biskupa Strossmayera, a snaha mu je bila poznata književnica Ivana Brlić-Mažuranić. Poznavao je njemački, francuski, poljski, češki, ruski i slovački jezik, a služio se i engleskim. Poznavao je i Vuka Karadžića i Iliju Garašanina. Autor je knjige Gramatika ilirskog jezika iz 1854., a uređivao je i pisao priloge u mnogim časopisima (Kolo, Slavenski jug, Neven). Njegov dnevnik pisan od 1844. do 1857. važno je vrelo za hrvatsku povijest i u njemu se nalazi skoro sve što je poznato o obitelji Skalica.

## Zanimljivosti
Prilikom putovanja u London 1850. godine, prvi put je vidio bicikl u Doveru: "... vidih ...kolica gvozdena, na kojima se vozaju ljudi okretjuć kolesa nogama." Iste godine u Parizu doživljava neugodnosti na ulici, zbog brade: "Varošani me gledaju kao na bjelu vranu. Doista typ stranjski imat moram, jer nitko bradu nenosi. Ele sami bluzari su." 